# Sauromatès Ier du Bosphore
Pour les articles homonymes, voir Sauromatès.
Tiberius Julius Sauromates Philocaesar Philoromaios Eusebes (en grec moderne : Τιβέριος Ἰούλιος Σαυροματης Φιλόκαισαρ Φιλορώμαίος Eυσεbής), plus connu sous le nom de Sauromatès Ier (en grec moderne : Σαυροματης Αʹ), mort en 123, est un roi du Bosphore de la dynastie Tibérienne-Julienne qui règne de 93 à 123.

## Biographie

### Origine
Tibérius Julius Sauromatès, qui porte un nom iranien, est le fils du roi Tibérius Julius Rhescuporis Ier, auquel il dédie dès 93 ap. J.-C. une stèle dans laquelle il ne se proclame pas roi. Sauromatès se qualifie en outre d'« issu d'Aspourgos, descendant de Poséidon et Héraklès ».

### Règne
Son règne, qui correspond à celui des empereurs Domitien (81-96), Nerva (96-98), Trajan (97-117) et Hadrien (117-138), est principalement connu par le biais d'inscriptions et de son monnayage, où est représenté à l'avers le buste de Sauromatès Ier avec un diadème et drapé à droite, les cheveux longs tombant sur la nuque, et au revers la déesse Niké volant à gauche, tenant une couronne de la main droite et une palme de la gauche.
Le règne de Sauromatès Ier se caractérise par l'influence fluctuante de l'Empire romain sur le royaume du Bosphore, qui peut s'observer dans l'évolution de son monnayage et qui se caractérise par l'apparition du portrait de l'empereur, en l'occurrence Trajan entre 98 et 102.
Au cours de la période suivante, de 102 à 108, l'effigie impériale n'est plus représentée mais le roi se proclame Philocaesar Philoromaios (i.e. « ami de César et des Romains »). Cet effacement relatif est vraisemblablement lié à l'engagement de Trajan dans les guerres en Dacie. Rome fait ensuite rentrer le royaume du Bosphore dans l'orbite de sa politique et le roi est contraint de conclure un traité d'alliance.
Après 110-111, Sauromatès Ier n'hésite pas à prendre les titres de grand roi, roi des rois et même de grand-roi des rois, qui disparaissent à leur tour sans doute après 112 à la veille de l'intervention de Trajan en Orient.
Dans sa Correspondance, Pline le Jeune évoque plusieurs fois les échanges épistolaires vers 103 entre Sauromatès ou son envoyé et Trajan.

## Famille

### Mariage et enfants
De son union avec une femme inconnue, il a :
- Cotys II.